# Преступность мигрантов
Преступность мигрантов — вид преступности, который выделяется на основании такой характеристики личности преступника, как его участие в процессах миграции: перемещения с одной территории на другую, включающего временную или постоянную смену места жительства.
В современном мире миграция, вызываемая такими негативными социальными явлениями, как дискриминация по национальному признаку, вооружённые конфликты, крайняя бедность, нередко становится фактором преступности. Совершение преступлений приезжими также часто оказывается связано с их вовлечённостью в организованную преступную деятельность.
В то же время метаанализ 51 исследований взаимосвязи между иммиграцией и преступностью в разных странах, проведённых в 1994—2014 гг., показал, что в целом иммиграция несколько снижает уровень преступности, но связь этих явлений очень слаба. Также было установлено, что люди склонны переоценивать связь миграции и преступности.
Высокий процент преступников среди мигрантов вызывается социально-экономическими факторами, наказаниями за нарушения миграционного законодательства, а также расовой и этнической дискриминацией со стороны правоохранительных органов и судебной системы. Связь между иммиграцией и терроризмом изучена недостаточно, но существующие исследования показывают, что она слаба и что притеснение мигрантов увеличивает риск их радикализации.

## Показатели преступности мигрантов
Вопреки распространённому в народе убеждению, что большинство преступлений, особенно тяжёлых, совершается мигрантами, официальная уголовная статистика показывает, что число преступлений, совершённых приезжими, низкое: в соответствующую графу таблицы включаются все лица, у которых место постоянного проживания не совпадает с местом совершения преступления. Проект «Проверено.Медиа» приводит статистику за период с 2012 по 2022 год, собранную по открытым данным МВД РФ, Судебного департамента при Верховном суде и портала правовой статистики Генпрокуратуры, в частности, в 2019 году России было зарегистрировано 2 024 300 преступлений, из них иностранцами и лицами без гражданства совершены 34 900, то есть 1,72 %, а в 2021-22 годах — 2 %.
По данным на 2010 год, которые приводит официальный сайт МВД России, «в январе — декабре 2010 года на территории Российской Федерации зарегистрировано 2628,8 тыс. преступлений, раскрыто 1431 тыс. преступлений, в том числе 61 тыс. преступлений прошлых лет. Иностранными гражданами и лицами без гражданства на территории Российской Федерации совершено 49 тыс. преступлений, что на 15,5 % меньше, чем за январь — декабрь 2009 года, в том числе гражданами государств-участников СНГ — 44,6 тыс. преступлений». Таким образом, в 2010 году иностранцы совершили в России не более 3,57 % преступлений.
| Год                   | Зарегистрировано преступлений, тыс. | Раскрыто преступлений, за исключением преступлений прошлых лет, тыс. | Преступления, совершённые иностранными гражданами и лицами без гражданства в России | Преступления, совершённые иностранными гражданами и лицами без гражданства в России | Преступления, совершённые гражданами СНГ (кроме граждан РФ) в России | Преступления, совершённые гражданами СНГ (кроме граждан РФ) в России |
| --------------------- | ----------------------------------- | -------------------------------------------------------------------- | ----------------------------------------------------------------------------------- | ----------------------------------------------------------------------------------- | -------------------------------------------------------------------- | -------------------------------------------------------------------- |
| Год                   | Зарегистрировано преступлений, тыс. | Раскрыто преступлений, за исключением преступлений прошлых лет, тыс. | Количество, в тыс.                                                                  | Доля в %                                                                            | Количество, в тыс.                                                   | Доля в %                                                             |
| 2003                  | 2756,4                              | 1474,0                                                               | 40,6                                                                                | 2,8                                                                                 | 37,3                                                                 | 2,5                                                                  |
| 2004                  | 2893,8                              | 1524,8                                                               | 48,9                                                                                | 3,2                                                                                 | 45,1                                                                 | 3.0                                                                  |
| 2005                  | 3554,7                              | 1642,8                                                               | 51,2                                                                                | 3,1                                                                                 | 46,6                                                                 | 2,8                                                                  |
| 2006                  | 3855,4                              | 1745,4                                                               | 53,0                                                                                | 3,0                                                                                 | 47,5                                                                 | 2,7                                                                  |
| 2007                  | 3882,5                              | 1718,6                                                               | 50,1                                                                                | 2,9                                                                                 | 45,3                                                                 | 2,6                                                                  |
| 2008                  | 3209,9                              | 1655,1                                                               | 53,9                                                                                | 3,3                                                                                 | 48,8                                                                 | 2,9                                                                  |
| 2009                  | 2994,8                              | 1589,1                                                               | 58,0                                                                                | 3,6                                                                                 | 53,1                                                                 | 3,3                                                                  |
| 2010                  | 2628,8                              | 1370,0                                                               | 49,0                                                                                | 3,6                                                                                 | 44,6                                                                 | 3,3                                                                  |
| 2011                  | 2404,8                              | 1253,0                                                               | 45,0                                                                                | 3,6                                                                                 | 40,5                                                                 | 3,2                                                                  |
| январь — октябрь 2012 | 1953,1                              | 1006,9                                                               | 36,1                                                                                | 3,6                                                                                 | 31,7                                                                 | 3,1                                                                  |
| Средний показатель    |                                     |                                                                      |                                                                                     | 3,2                                                                                 |                                                                      | 2,9                                                                  |

Представители Генпрокуратуры и Федеральной миграционной службы России считают, что «на фоне более миллиона совершаемых в России преступлений 50 с лишним тысяч совершаемых иностранными гражданами выглядят несерьезно, даже говорить не о чем».
Однако, по данным Следственного комитета, «в первом полугодии 2011 года каждое седьмое убийство и почти половина изнасилований в Москве совершены нелегальными мигрантами».
Зарубежные рабочие в России нередко сами становятся жертвами жестоких преступлений.
Показатели преступности мигрантов тесно связаны с социальным благополучием в стране и регионе: резкий их рост наблюдается в периоды социальных кризисов, так что миграционная преступность начинает оказывать существенное влияние на криминальную ситуацию в целом.
Преступность мигрантов высоколатентна. Как оценивает П. Н. Кобец, число неучтённых преступлений мигрантов превышает число учтённых в 2,5—3 раза. В соответствующую статистическую графу преступление попадает, лишь если преступление раскрыто, установлено совершившее его лицо. Помимо этого, латентность преступности мигрантов объясняется сложностью розыска лиц, официально на территории государства отсутствующих, а также содействием национальных диаспор, помогающих мигранту уклониться от ответственности. Наиболее высокой латентностью отличаются преступления, совершаемые мигрантами «внутри диаспоры». Так, согласно одному из опросов, 68 % мигрантов, потерпевших от преступлений (по их словам), пострадали от деяний других мигрантов (с которыми они проживали или работали), но лишь 12 % опрошенных потерпевших-мигрантов обращались в правоохранительные органы.

## Наиболее распространенные преступления, совершаемые мигрантами
По данным Судебного департамента, за 2013 год всеми судами России были осуждены 30 352 иностранца и лица без гражданства (4,1 % от общего числа осуждённых в России за этот год).
Данные по доле иностранцев и лиц без гражданства, осуждённых всеми судами РФ в 2013 году (% от общей доли осужденных):
- незаконные действия в отношении официальных документов — 47 %
- дача взятки — 26 %
- изготовление и сбыт поддельных денег и ценных бумаг — 16 %
- изнасилование (ст. 131 УК РФ) — 11 %
- насильственные действия сексуального характера (ст. 132 УК РФ) — 8 %
- разбой — 8 %

Невелика доля иностранцев и лиц без гражданства среди осуждённых за экономические преступления (указана доля осуждённых иностранцев среди общего числа осуждённых в РФ за 2013 год):
- вымогательство — 3,5 %
- мошенничество — 1,7 %
- присвоение или растрата — 0,5 %
- кража — 3,1 %.

Что касается преступлений, связанных с посягательством на жизнь и здоровье, то иностранцев, осуждённых за них, сравнительно немного. В 2013 году иностранцы и лица без гражданства составили 0,6 % осуждённых за истязание, 3,4 % осуждённых за умышленное причинение тяжкого вреда здоровью, а также 4,6 % осуждённых за умышленное убийство (ст. 105 УК РФ).

## Личность преступника-мигранта
Преступники-мигранты делятся на следующие группы:
- Граждане данного государства, имеющие определённое место жительства.
- Иностранные граждане и лица без гражданства, имеющие определённое место жительства.
- Лица, не имеющие определённого места жительства.

В зависимости от региона могут выделяться и другие категории. Так, например, в РФ мигранты, являющиеся иностранными гражданами, делятся на следующие группы: граждане государств СНГ, граждане государств, входивших в состав СССР, но не являющихся членами СНГ, иные иностранные граждане.

### Характеристики личности мигрантов в РФ
Для преступников-иностранцев характерно совершение преступлений, требующих наличия криминальных профессиональных навыков, участие в организованных преступных группах. Отмечается, что преступники-мигранты, являющиеся российскими гражданами, совершают более тяжкие преступления, чем иностранцы. В России мигранты совершают заметное количество преступлений на сексуальной почве, так, известный подмосковный следователь Андрей Марков уделял особое внимание борьбе с педофилией и зачастую, но далеко не всегда, связывал ее с преступлениями мигрантов.

## Причины преступности мигрантов
Выделяются следующие составляющие причинного комплекса преступности мигрантов: причины и условия, связанные с формированием личности до миграции; причины и условия, связанные с формированием цели миграции и её осуществлением; факторы, воздействующие на личность после приезда в место назначения.
Миграция, как правило, связана с социальной неустроенностью, экономическими и социальными потерями. Вследствие этого многие мигранты (до 70 %) даже после успешного прибытия на новое место испытывают стресс, ощущение психологической травмы.
По прибытии на новое место мигранты сталкиваются с негативным отношением местных жителей. По данным исследований, проводившихся в России, до 80 % опрошенных считают мигрантов источником повышенной криминальной опасности; каждый 10-й житель России высказался против приёма мигрантов вообще, каждый второй — против приёма мигрантов некоренной национальности. Прибытие больших количеств мигрантов осложняет социальную и экономическую ситуацию в регионе.
Отмечается, что противоречия и конфликты с местными жителями приводят к объединению мигрантов по земляческому и национальному признаку, в том числе и с образованием криминальных и полукриминальных формирований.
Однако далеко не все мигранты, даже попадающие в самые неблагоприятные условия, совершают противоправные поступки. Опасность обуславливается в основном сочетанием домиграционных и послемиграционных детерминант преступности: наличием криминального опыта до миграции, утратой социальных связей в процессе миграции и отсутствием возможности их восстановить после миграции.